# Primer Tratado de Partición
El Primer Tratado de Partición (también conocido como Tratado de La Haya o segundo pacto secreto) fue un tratado firmado el 11 de octubre de 1698 en La Haya entre Inglaterra, los Estados Generales de las Provincias Unidas y Francia sobre la sucesión a la Corona española debido a que el enfermizo rey Carlos II de España seguía sin conseguir tener descendencia.

## Historia
El tratado, firmado de forma secreta tras la paz de Rijswijk, reconocía el primer testamento de Carlos II, escrito en 1696, que nombraba como heredero a José Fernando de Baviera hijo de María Antonia (sobrina de Carlos II) y del elector Maximiliano II Manuel de Baviera. Excluyendo al otro candidato: su sobrino el delfín Luis hijo de Luis XIV y María Teresa hermana de Carlos II. 
Como compensación por su renuncia a sus derechos a la Corona española el tratado proponía que Luis, El Gran Delfín, hijo de Luis XIV, obtuviese el Reino de Nápoles, el Reino de Sicilia y los presidios de Toscana y de Finale, además de Guipúzcoa. Así José Fernando de Baviera recibiría los reinos de España (excepto la provincia de Guipúzcoa), los Países Bajos españoles y las Indias.
Como ha señalado Joaquim Albareda, "lo que realmente se debatía [con el tratado] era la redefinición del equilibrio político europeo ante la crisis evidente del Imperio hispánico, a la par que el control del comercio americano y del mercado hispánico". Por eso este tratado contaba con el antecedente del tratado de Grémonville firmado treinta años antes entre el Reino de Francia y el Imperio Austríaco por el cual se repartirían las posesiones de la Corona española si Carlos II moría sin descendencia.
El rey Carlos II de España se opuso a este acuerdo, ya que significaba la división del Imperio español, cosa que deseaba evitar a toda costa.
En febrero de 1699 murió prematuramente José Fernando de Baviera, por lo que Francia e Inglaterra y las Provincias Unidas de los Países Bajos tuvieron que firmar un nuevo acuerdo, el Segundo Tratado de Partición, el 3 de marzo del año siguiente.
Finalmente, Carlos II legó todas sus posesiones al segundo hijo del Delfín, Felipe, Duque de Anjou. A la muerte de Carlos, el rey Luis XIV de Francia renunció a los acuerdos del tratado, aceptando así el testamento de Carlos II que favorecía claramente sus intereses. Estos factores llevaron a la Guerra de Sucesión Española, la cual comenzó en 1701.